# 兵庫県道226号三日月停車場線
兵庫県道226号三日月停車場線（ひょうごけんどう226ごう みかづきていしゃじょうせん）は、兵庫県佐用郡佐用町を通る、かつて存在した一般県道である。

## 概要
JR西日本姫新線 三日月駅前から国道179号交点に至る。2008年（平成20年）5月2日に廃止された。

### 路線データ
- 起点：佐用郡佐用町三日月（JR西日本姫新線 三日月駅前）
- 終点：佐用郡佐用町三日月（三日月駅前交差点、国道179号交点）
- 総延長：11 m

## 歴史
- 2008年（平成20年）5月2日 - 兵庫県告示第488号により、路線廃止[1]。

## 地理

### 通過していた自治体
- 佐用郡佐用町

### 交差していた道路
| 交差していた道路                       | 交差していた場所 | 交差していた場所        |
| -------------------------------------- | ---------------- | ----------------------- |
| 国道179号 兵庫県道154号千種新宮線 重複 | 三日月           | 三日月駅前交差点 / 終点 |

### 沿線
- JR西日本姫新線 三日月駅